# Ololygon kautskyi
Ololygon kautskyi é uma espécie de anfíbio da família Hylidae. Endêmica do Brasil, onde pode ser encontrada apenas no município de Domingos Martins, no estado do Espírito Santo.